# シティ・オブ・ブリュッセル (客船)
シティ・オブ・ブリュッセル（英:SS City of Brussels）は、インマン・ラインの所有した客船。

## 概要
インマン・ラインはライバルであるキュナード・ラインと激しい競争を繰り広げており、そんな中でシティ・オブ・ブリュッセルは、シティ・オブ・パリと共に、リヴァプール - ニューヨーク間の新しい定期船として建造された。
シティ・オブ・ブリュッセルはトッド・アンド・マクグリーガー社によって建造され、1等船客200名、3等船客600名を収容することができた。就航1年目にしてニューヨーク - クイーズタウン間を7日20時間33分（速力14.74ノット）で横断し、ブルーリボン賞に輝いた。しかし1870年、航行中にスクリューが脱落し、帆でクイーズタウンへ帰港するというアクシデントがあり、スクリューが1軸しかない船舶の欠点を露呈させる結果となった。
3年後、シティ・オブ・ブリュッセルは改修が始まり、デッキを増設したり設備を入れ替えたりしたため、総トン数が3750トンに増えた。また、1876年にはエンジンも交換され、1日に110トンもの石炭を消費していた効率の悪いエンジンは撤去、新しいエンジンは1日に石炭を65トンしか消費しないものだった。同時に煙突が2本に増えたが、1877年4月23日、エンジンへとつながるシャフトが破損し、再び帆によって帰還するトラブルがあり、シティ・オブ・ブリュッセルは既に時代遅れとなっていた。
1883年1月7日、シティ・オブ・ブリュッセルは乗客を降ろした後、クイーズタウンからニューヨークへと向かう途中、濃霧の中マージー川を航行していたが、船長の判断により天候が回復するまで停泊することにしたが、突如出現した貨物船のキルビー・ハル（Kirby Hall）に衝突され、2つに分裂した。貨物船には最小限の船員しか搭乗しておらず、危険に気づくのが原因であった。20分も経たないうちにシティ・オブ・ブリュッセルは沈没し、10名が犠牲となった。
| 記録              | 記録                                               | 記録            |
| ----------------- | -------------------------------------------------- | --------------- |
| 先代 スコッティア | ブルーリボン賞 (船舶)（東回り航路）保持船舶 1869年 | 次代 バルチック |